# Colmenar de Oreja
Colmenar de Oreja är en kommun i Spanien. Den ligger i den autonoma regionen Madrid, i den centrala delen av landet, 40 km sydost om huvudstaden Madrid. Antalet invånare är 8 888 (2024).